# 蘇斯瓦利
50°54′40″N 24°25′42″E / 50.91111°N 24.42833°E
蘇斯瓦利（烏克蘭語：Сусваль），是烏克蘭西北部的村莊，隸屬沃倫州的沃洛德米爾區。該村始建於1570年，面積1,960平方公里，海拔高度199米，2001年人口626，人口密度每平方公里0.32人。